# Adam – Eine Geschichte über zwei Fremde. Einer etwas merkwürdiger als der Andere.
Adam – Eine Geschichte über zwei Fremde. Einer etwas merkwürdiger als der Andere. ist ein US-amerikanischer Liebesfilm des Regisseurs Max Mayer aus dem Jahr 2009.

## Handlung
Adam ist mit 29 Jahren nach dem Tod seines Vaters erstmals auf sich allein gestellt und kurze Zeit später verliert er seinen Job bei einem Spielzeughersteller. Er will die Wohnung in Manhattan, in der er und sein Vater gelebt haben, nicht verlassen, aber der Verlust seines Jobs lässt ihn mit einer ungewissen Zukunft zurück, einschließlich des Problems, die Grundschuld weiter zu bezahlen. Obwohl er gerne an seiner Routine festhält und soziale Kontakte vermeidet, ist Adam einsam und wünscht sich, dass die Dinge anders sein könnten. Außer Harlan, dem alten Freund seines Vaters, hat er keine weiteren soziale Kontakte.
Eines Tages lernt er die in die Wohnung über ihm eingezogene Beth kennen, eine Lehrerin und aufstrebende Kinderbuchautorin. Die beiden beginnen eine unbeholfene Freundschaft. Beth findet den charmanten und gutaussehenden Adam auf eine bestimmte Weise interessant, und auch Adam fühlt sich zu Beth hingezogen. Adam hat zudem ein besonderes Interesse am Weltall und der Astronomie im Allgemeinen. Adam hat jedoch den zum Autismus-Spektrum gehörenden Asperger-Autismus. Der macht es ihm schwer, soziale Kontakte zu pflegen. Beth sieht diese Störung aber nicht als Hindernis für ein gemeinsames Leben.
Als Adam Beth jedoch bei einer Notlüge enttarnt, verliert er die Kontrolle, und ein Disput folgt. Als dann auch noch der Vater von Beth, welcher ihr die Liebe zu Adam ausreden will, zu einer mehrjährigen Gefängnisstrafe verurteilt wird, scheint die Beziehung zukunftslos. Zudem hat Adam ein Jobangebot im Mount-Wilson-Observatorium erhalten, was allerdings in Kalifornien liegt. Adam versucht Beth zu überreden, mit ihm umzuziehen, da er ohne sie nicht leben kann und er aufgrund seines neuen Berufes den Wohnsitz in eine andere Stadt verlegen muss. Beth verweigert dies jedoch, da Adam seine Gefühle gegenüber ihr nicht ausdrücken kann – Beth schlussfolgert daraus, dass ihre Beziehung nicht reif genug ist.
Adam findet die Kraft, seine Wohnung alleine zu verlassen und sich auf dieses neue Abenteuer in Kalifornien einzulassen, das ihn ein Jahr später erfüllt: Sein großes Interesse an Teleskopen macht ihn glücklich. Zudem scheint er zu lernen, soziale Signale aufzugreifen; in sozialen Situationen gibt er sich Mühe.
Er erhält ein Paket von Beth mit ihrem ersten veröffentlichten Kinderbuch über einen Waschbären namens Adam, das von Adam und seinem Leben inspiriert ist. Adam versteht die Botschaft, die ihm Beth vermitteln will, und er lächelt glücklich.

## Veröffentlichung
Am 20. Januar 2009 feierte der Film auf dem Sundance Film Festival in Park City Premiere. In den deutschen Kinos startete er am 10. Dezember 2009.

## Kritiken
„Obwohl es ein Qualitätsmerkmal von Adam ist, die Krankheit seines Protagonisten nicht zu problematisieren, raubt gerade ein Übermaß an Harmonie dem Film die Dynamik. […] Wenn Adam nach jeder Taktlosigkeit mit Hundeblick fragt, was er denn falsch gemacht habe, wird das Asperger-Syndrom endgültig zur liebenswürdigen Eigenschaft verklärt. […] Die berechnende Art, mit der Adam die Marotten seines Protagonisten einsetzt, um beim Publikum Entzücken auszulösen, ist verdächtig nahe an Zemeckis' kitschigem Epos Forrest Gump dran.“

„Adam ist ein Mensch wie von einem anderen Stern. Doch dieser kleine stille Film von Max Meyer behandelt ihn als selbstverständlichen Teil unserer Welt, wobei Komik und Tragik sensibel im Gleichgewicht gehalten werden. Einmal nimmt Adam Beth spätabends mit in den Central Park, um ihr zwei Waschbären zu zeigen – auch ein exotisches Paar: ‚Sie gehören hier nicht wirklich her‘, sagt er, ‚aber sie sind nun mal da‘. Auch Adam ist nun einmal da. Und Beth ist nun einmal da. Sie können eigentlich nur voneinander lernen.“